# Jaromír Čejka (rozhodčí)
Jaromír Čejka (* 14. srpna 1938, Třebíč) je český fotbalový rozhodčí, bývalý fotbalista a dlouholetý vedoucí skladu společnosti BOPO. Odpískal více než 7000 fotbalových utkání a je tak držitelem českého rekordu v počtu odpískaných zápasů.

## Biografie
Jaromír Čejka se narodil v roce 1938 v třebíčské městské části Borovina. Jeho rodiči byli hospodáři na hřišti SK Borovina Třebíč.
Tamtéž vychodil základní školu, posléze pokračoval na základní škole Tomáše Garrigue Masaryka a následně v letech 1953–1956 absolvoval někdejší jedenáctiletku (SVVŠ) se sídlem na Václavském náměstí, tam také odmaturoval a následně nastoupil do BOPO Třebíč na pozici vedoucího skladu. Posléze ještě absolvoval základní vojenskou službu v Čáslavi a roku 1960 se oženil.
Do 25 let hrál aktivně fotbal za tým TJ BOPO Třebíč (někdejší SK Borovina Třebíč) a v roce 1963 se začal věnovat rozhodcování fotbalových zápasů. V roce 1971 pak začal řídit i utkání nejvyšší československé fotbalové ligy (první zápas byl TJ ZVL Žilina – TJ Tatran Prešov) a od roku 1973 mezinárodní utkání, v roce 1978 byl nucen z politických důvodů ukončit působení v první lize, odpískal také několik stovek hokejových utkání. Působí také jako dlouholetý správce borovinského fotbalového hřiště.
V roce 2013 obdržel Cenu města Třebíče, v roce 2023 byl zařazen do sportovní síně slávy v Třebíči a obdržel také Cenu JUDr. Václava Jíry, která je Českomoravským fotbalovým svazem udělována osobnostem, jež se významně zasloužily o rozvoj československého fotbalu. Obdržel také ocenění předsedy KFS Vysočina "Osobnost fotbalu KFS Vysočina".